# حكومة إلكترونية محلية
الحكومة الإلكترونية المحلية عبارة عن حكومة إلكترونية في علاقتها بـ الحكومة المحلية، وسلطات الشرطة والحرائق والحدائق الوطنية وهيئات النقل.

## الحكومة الإلكترونية المحلية بلندن
تمثل هدف حكومة المملكة المتحدة في قدرتها على إنجاز كافة الخدمات العامة بـ إنجلترا إلكترونيًا بحلول تاريخ 31 ديسمبر 2005. وفي سياق متصل، اقترح مشروع الوثيقة الذي تقدمت به الحكومة العصرية لعام 1999 أنه "يجري إنجاز كافة التعاملات مع الحكومة إلكترونيًا بحلول عام 2008. ثم أعلن رئيس الوزراء توني بلير يوم 30 مارس 2000 عن تقديم الموعد المستهدف من عام 2008 إلى عام 2005.
ويمكن تعريف التسليم الإلكتروني بوصفه عملية إنجاز الأعمال من خلال بروتوكولات الإنترنت وغيرها من أساليب تكنولوجيا المعلومات والاتصالات ويشمل ذلك إنجاز الأعمال عبر الهاتف إذا كان المسؤول الذي يستقبل المكالمات يمكنه الوصول إلى المعلومات الإلكترونية و/أو تحديث السجلات عبر الإنترنت في المكان والزمان المحددين.
وتمكنت السلطة المحلية العادية من تحقيق تمكين إلكتروني ورد بنسبة 97% بحلول تاريخ 31 ديسمبر 2005، على الرغم من أنه يعتقد أن الرقم الفعلي أقل من ذلك بكثير. علاوةً على ذلك، تم تطبيق هذا الهدف على الخدمة المدنية، والتي حققت نسبة وردت بـ 96%.

### الأهداف وإدارة الأداء

#### بيانات تطبيق الحكومة الإلكترونية (IEG)
في الفترة من ديسمبر 2001 وحتى أبريل 2006، كانت السلطات المحلية مطالبةً بنشر بيان تطبيق الحكومة الإلكترونية يوضح درجة التمكين الإلكتروني (التمكين الإلكتروني) التي أنجزتها. وتشتمل المقاييس على مؤشر أداء القيمة الأفضل (BVPI 157) والنتائج ذات الأولوية.

#### مؤشر أداء القيمة الأفضل (BVPI) 157
يقيس مؤشر أداء القيمة الأفضل 157 النسبة المئوية لـ «التعاملات» التي توفرها السلطة المحلية التي تم تمكينها إلكترونيًا. ويجب نشر الرقم سنويًا كجزء من إطار عمل إدارة أداء القيمة الأفضل. كذلك، يتم احتساب هذا الرقم بالأخذ في الاعتبار أنواع التعاملات العشر من حيث مدى انطباقها على الخدمات التي توفرها السلطة المحلية:
- توفير المعلومات
- تحصيل الإيرادات
- توفير الفوائد والمنح
- الاستشارة
- التشريع (مثل إصدار التراخيص)
- طلبات الحصول على الخدمات
- حجز الأماكن والموارد والدورات التدريبية
- دفع ثمن السلع والخدمات
- توفير إمكانية الوصول إلى الشبكات المجتمعية أو المهنية أو شبكات الأعمال
- عمليات الشراء

يجوز للسلطات المحلية استخدام قائمة خدمات مملوكة للأشخاص، ولكن يلزم التحقق من صحة قائمتهم مقارنةً بـ قائمة خدمات الحكومة المحلية (LGSL).
ويشكل مؤشر أداء القيمة الأفضل 157 جزءًا من بيان تطبيق الحكومة الإلكترونية السنوي.

#### النتائج ذات الأولوية
في إطار توجيه السلطات المحلية نحو تطبيق نظام الحكومة الإلكترونية، أصدرت وزارة النقل والحكومة المحلية والأقاليم (ومكتب نائب رئيس الوزراء (ODPM) الذي خلفه) قائمة بالأهداف الرئيسية، يشاع كثيرًا الإشارة إليها باسم النتائج ذات الأولوية أو PSOs (نتائج الخدمات ذات الأولوية). وتم إصدار القائمة في الوثيقة التي وردت بشكل موجز بعنوان تحديد نتائج الحكومة الإلكترونية لعام 2005 لدعم توفير الخدمات ذات الأولوية - الأجندة الوطنية لتحول الإستراتيجية الخاصة بالسلطات المحلية في إنجلترا – إصدار 1.0.
وفي سبتمبر 2004، صدر توجيه مفصل حول النتائج ذات الأولوية في وثيقة النتائج ذات الأولوية - الملاحظات التوضيحية للممارسين، التي نشرتها IDeA (وكالة التحسين والتنمية) والتي أقرها مكتب نائب رئيس الوزراء (ODPM).
وتم تصنيف النتائج ذات الأولوية بثلاثة مستويات من الالتزام:
- مطلوب = يلزم تنفيذها (متوفرة للاستخدام) بحلول ديسمبر 2005
- جيد = يلزم الموافقة على التمويل ويجري تنفيذه بفعالية بحلول ديسمبر 2005 ويتم التنفيذ في أبريل 2006
- ممتاز = التبرعات لصالح السلطات التي قامت بتنفيذ النتائج المطلوبة والجيدة في وقت مبكر.

يوصى باتباع التقنيات التالية عند احتساب النتائج ذات الأولوية: الملاحظات التوضيحية للممارسين؛ فمن المرجح أن يكون لهذه التقنيات دور أساسي في تحقيق النتائج ذات الأولوية:
نظام *إدارة علاقات العملاء:
- - قاعدة بيانات العملاء (عرض فردي للمعلومات الخاصة بكافة العملاء والمواطنين والأعمال التجارية)
  - تتبع العملاء (من خلال قنوات الوصول ومن خلال إجراء الاتصالات لحين التوصل إلى تسوية)
  - تخزين البيانات (المستودع المركزي لحفظ البيانات، بما في ذلك البيانات القديمة)
- البرمجيات الوسيطة وخدمات الويب (تدير عملية تدفق البيانات بين كافة الأنظمة، بما في ذلك الخارجية)
- نظام إدارة الوثائق:
  - سير العمل، وإرسال الرسائل والمنتديات الإلكترونية (وصول الأعمال إلى الأشخاص المناسبين في الوقت المناسب)
  - إدارة المستندات والسجلات (التخزين الإلكتروني لكافة المستندات والمعلومات)
- إدارة المحتوى (النظام الخاص بنشر المحتوى على كافة قنوات الوصول)
- الأمان، والمصادقة والبطاقات الذكية (لضمان تأمين المعلومات)
- الدفع الإلكتروني (النظام الخاص باستلام المدفوعات وإيداعها بالمجلس)
- الشراء الإلكتروني (النظام الخاص بعمليات الشراء الداخلية/الخارجية)
- نظام المعلومات الجغرافي (GIS) (الوصول إلى البيانات الجغرافية من خلال الخرائط)
- المعجم الجغرافي للأراضي والعقارات المحلية (قاعدة بيانات تضم معلومات عن الأراضي والعقارات)
- قنوات الوصول (المواقع الإلكترونية، ومراكز الاتصال، والأكشاك، والتلفزة الرقمية، والهواتف المحمولة، وما إلى ذلك)

#### التقارير المرتبطة ببعضها البعض بشكل أفضل والصادرة عن إنسايت سوسيتم (جمعية إدارة تقنية المعلومات)
تخضع المواقع الإلكترونية للسلطة المحلية لتقييمات إنسايت سوسيتم (جمعية إدارة تقنية المعلومات) في تقاريرها السنوية المرتبطة ببعضها البعض بشكل أفضل.